# غيلدر

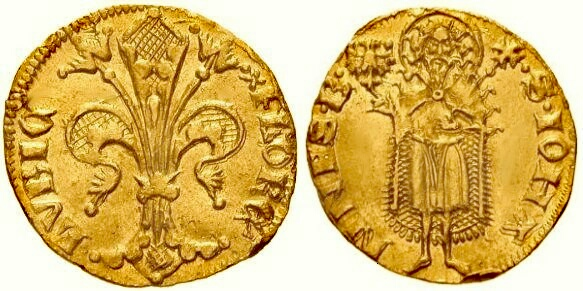
فلورنسا جولدن (1341)

الجيلدر هو الترجمة الإنجليزية للكلمة الهولندية والألمانية " غولدن"، وهي اختصار في الأصل من الألمانية العليا الوسطى " غولدين بفينينك" (" بنس ذهبي "). أصبح هذا المصطلح شائعًا في الأجزاء الجنوبية والغربية من الإمبراطورية الرومانية المقدسة للإشارة إلى " فيورينو دورو" (الذي طُرح عام 1252 في جمهورية فلورنسا). ولذلك، غالبًا ما استُبدل الاسم بـ "فلورين" ( رمز العملة ƒ أو fl.).
الجيلدر هو أيضًا اسم العديد من العملات المستخدمة في أوروبا والمستعمرات السابقة للإمبراطورية الهولندية.

## الجيلدر الذهبي
الجيلدر أو الغولدن اسمًا لعدة عملات ذهبية استُخدمت خلال الإمبراطورية الرومانية المقدسة. في البداية، كان يُشير إلى الفلورين الذهبي الإيطالي، الذي طُرح في القرن الثالث عشر. ثم أصبح يُشير إلى الغولدن الرايني ( florenus Rheni) الذي أصدرته عدة ولايات في الإمبراطورية الرومانية المقدسة ابتداءً من القرن الرابع عشر. صكّت مدن ترير وكولونيا وماينز الغولدن الرايني في القرنين الرابع عشر والخامس عشر. صكت بازل عملاتها "أبفيلغولدن" الخاصة بين عامي ١٤٢٩ و١٥٠٩. تلتها برن وسولوتورن في ثمانينيات القرن الخامس عشر، وفريبورغ في عام ١٥٠٩، وزيورخ في عام ١٥١٠، ومدن أخرى في القرن السابع عشر.
قانون سك العملة الإمبراطورية أو Reichsmünzordnung للإمبراطورية الرومانية المقدسة أول من حدد معايير الجولدن الرايني ( Rheinischer Gulden ) في عام 1524. كما حدد أيضًا عملة غولدن غروشن فضية بقيمة مساوية للجولدن. (ص.363-367)
لقد تغيرت معايير الغولدن الراينية على مر القرون، على النحو التالي:  (ص.19) (ص.364-365)
- في عام 1354، سُكت من علامة كولونيا الذهبية، 23 قيراط من الذهب الخالص؛ وبالتالي 3.43 غرام (0.110 أوقية ترويسية) من الذهب الخالص، أو مطابق للفلورين الفلورنسي.
- بحلول عام 1419، سُكت من المارك، 19 قيراطًا من الذهب الخالص؛ وبالتالي 2.76 غرام (0.089 أوقية ترويسية) من الذهب الخالص.
- بحلول عام 1559، سُكت العملة المعدنية ثانية إلى علامة، 18 قيراط؛ وبالتالي 2.50 غرام (0.080 أوقية ترويسية) من الذهب الخالص.

## العملة جيلدر
مع تزايد توحيد العملات في أوائل العصر الحديث، أصبح الغولدن أو الجيلدر مصطلحًا يُطلق على مختلف العملات الحديثة والمبكرة، منفصلًا عن العملات الذهبية الفعلية. ظهر الجيلدر الهولندي لأول مرة كعملة لهولندا البورغندية بعد الإصلاحات النقدية عام ١٤٣٥، في عهد فيليب الصالح. (ص.20) ظلت العملة الوطنية لهولندا حتى أُستبدلت باليورو، في 1 يناير 2002.
حدد نظام الرايخ الألماني عام ١٥٢٤ معايير ثابتة لعملتي الغولدن الرايني الذهبي والغولدنغروشين المتساويتين في القيمة. ومع ذلك، بحلول عام ١٥٥١، بلغت قيمة العملتين ٧٢ كرويزر، وحُددت وحدة عملة جديدة للغيلدر بقيمة ٦٠ كرويزر. : 364-365 وقد عُرف الجولدن الأخير على مدى القرون التالية كوحدة نقدية تساوي جزءًا بسيطًا من الرايخستالر الفضي.
في عام 1753، وافقت النمسا والمجر وبافاريا على المعيار النقدي للاتفاقية والذي أدى إلى وجود جولدين بقيمة مختلفة: الفلورين النمساوي المجري للإمبراطورية النمساوية من عام 1754 إلى عام 1892، والجولدن الألماني الجنوبي للولايات الألمانية الجنوبية من عام 1754 حتى توحيد ألمانيا في عام 1871. العملات المطابقة للجولدن الألماني الجنوبي تشمل الجولدن البافارية وجولدن بادن وجولدن فورتمبيرغ.
في عام 1753، وافقت النمسا والمجر وبافاريا على المعيار النقدي للاتفاقية والذي أدى إلى وجود جولدين بقيمة مختلفة: الفلورين النمساوي المجري للإمبراطورية النمساوية من عام 1754 إلى عام 1892، والجولدن الألماني الجنوبي للولايات الألمانية الجنوبية من عام 1754 حتى توحيد ألمانيا في عام 1871. العملات المطابقة للجولدن الألماني الجنوبي تشمل الجولدن البافارية وجولدن بادن وجولدن فورتمبيرغ.
كان هناك جولدن دانزيج قيد الاستخدام من عام 1923 إلى عام 1939.

## العملات المشتقة من الجيلدر الهولندي
- قُدمت عملة جزر الهند الهولندية في عام 1602، في بداية شركة جزر الهند الشرقية المتحدة.
- كان الجيلدر الغوياني البريطاني قيد الاستخدام في غيانا البريطانية من عام 1796 إلى عام 1839.
- كان الجيلدر الأنتيلي الهولندي قيد الاستخدام في جزر الأنتيل الهولندية حتى حلها في عام 2010. وبعد ذلك، ظل عملة الدول الجديدة كوراساو وسانت مارتن و(حتى 1 يناير 2011) منطقة البحر الكاريبي الهولندية.
- الجيلدر السورينامي
- الغولدن الهولندي الغيني الجديد
- الجيلدر الكاريبي هو العملة المستخدمة في كوراساو وسانت مارتن.